# Ryska federationens väpnade styrkor
Ryska federationens väpnade styrkor (ryska: Вооружённые силы Российской Федерации/Vooruzjonnyje sily Rossijskoj Federatsii) är en formell samlingsbenämning på försvarsgrenarna inom den Ryska federationens militär. Styrkorna är organiserade i tre försvarsgrenar: armén, flottan och luft- och rymdförsvarsstridskrafterna – samt två självständiga stridsgrenar, de strategiska robotstridskrafterna och luftanfallsstyrkorna.
Inom den Ryska federationen finns utöver dessa försvarsgrenar ett flertal militära och paramilitära enheter som är fristående från de väpnade styrkorna och underordnade andra ministerier än försvarsministeriet: nationalgardet, gränstrupperna, kustbevakningen, civilförsvarstrupperna samt kosacksamfälligheter.
De ryska underrättelse- och säkerhetstjänsterna är djupt integrerade i försvarplaneringen och förfogar över ett antal specialförband (spetsnaz): yttre underrättelsetjänsten, federala säkerhetstjänsten och federala skyddstjänsten.

## Uppdrag
1. Avskräcka andra länder från militära och politiska hot riktade mot Rysslands säkerhet eller intressen.
2. Stödja Rysslands ekonomiska och politiska intressen.
3. Genomföra OOTW-operationer
4. Använda militärt våld.[1]

## Försvarsgrenar och personalsiffror

Rysslands militära fana.

De väpnade styrkorna under försvarsministeriet är organiserade i fem försvarsgrenar:
- Armén -  680 000 (2024)[2]
- Flottan - 160 000 (2023)[3]
- Luft- och rymdförsvarsstridskrafterna - 165 000 (2023)[3]
- Rysslands luftanfallsstyrkor - 45 000 (2023)[3]
- Rysslands strategiska robotstridskrafter - 50 000 (2023)[3]

(Rysslands rymdstridskrafter ingår sedan 2015 i Luft- och rymdförsvarsstridskrafterna då flygvapnet och rymdstridskrafterna slogs samman i en och samma försvarsgren.)
Sammanlagt uppgår detta till 1 100 000 stående styrkor som står till försvarsministeriets förfogande, dock ska denna siffra öka till 1 500 000 i enlighet med ett dekret utfärdat i september 2024 av presidenten. Utöver detta uppgår de väpnade styrkornas reserver till 1 500 000 (främst till armén). Ytterligare 559 000 paramilitära styrkor står till försvarsministeriets förfogande.

### Logistiskt stöd för de väpnade styrkorna
Det logistiska stödet för de ryska väpnade styrkorna (ryska: Материально-техническое обеспечение Вооружённых сил Российской Федерации, bokstavligen "materiel-tekniskt stöd"), är en stödorganisation bestående av lednings- och kontrollorgan som ansvarar för den tekniska och logistiska försörjningen av samtliga försvarsgrenar inom de ryska väpnade styrkorna.

### Övriga militära trupper
Inom den Ryska federationen finns utöver dessa försvarsgrenar ett flertal militära och paramilitära enheter och formationer som är fristående från de väpnade styrkorna och är underordnade andra ministerier än försvarsministeriet.

#### Nationalgardet
Rysslands nationalgarde uppgår till 340 000 man (2016). Nationalgardet bildades som en efterföljare till inrikestrupperna, men lyder till skillnad från vad dessa gjorde direkt under den Ryska federationens president.

#### Gränstrupper
Gränstrupperna (ryska: Пограничные войска России, Pogranichnyie Voiska Rossii) under den Ryska federationens federala säkerhetstjänst uppgår till 170 000 man (2017). Till gränsbevakningen hör även kustbevakningen.

#### Civilförsvarstrupper
Civilförsvarstrupperna är ett militärt förband underställt Ryska federationens katastrofministerium. Uppgick 2014 till 7 200 man.

#### Särskilda operationsstyrkor
Specialförband som lyder under kommandot för särskilda operationsstyrkor inom generalstaben. De utgör även en självständig enhet inom de väpnade styrkorna. De är ansvariga för underrättelse- och sabotageoperationer, terrorbekämpning, kontraspionage och gerillakrigföring. Uppgick 2021 till 2 500 man.

### Kosacksamfälligheter

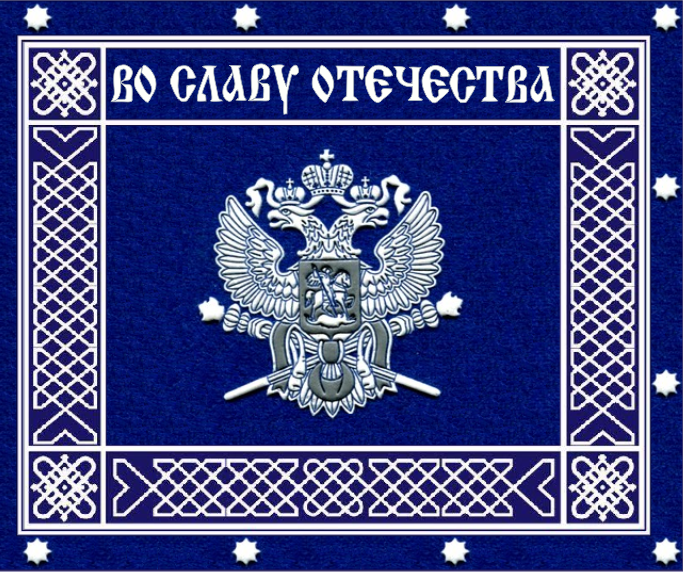
De registrerade kosackernas flagga.

Kosacksamfälligheter i Ryska federationen (ryska: Государственный реестр казачьих обществ; Statligt registrerade kosacksamfälligheter) är sedan 1995 statligt erkända frivilligorganisationer med kosacktraditioner som åtagit sig att utföra tjänster åt det allmänna, dock formellt utan att skapa paramilitära strukturer eller militära förband. Trots detta har de registrerade kosackerna spelat en direkt militär roll sedan den ryska invasionen av Georgien 2008.
Det uppskattas finnas upp till 10 miljoner kosacker i Ryssland, varav omkring 740 000 är anslutna till registrerade kosackorganisationer. Av dessa är cirka 600 000 engagerade i gräns- och säkerhetsuppdrag. Enligt uppgifter strider cirka 25 000 kosacker i Ukraina på Rysslands sida sedan den fullskaliga invasionen inleddes.

#### Kosackhärar
Registrerade kosacker har vissa särrättigheter, som att tilldelas tjänstgöringsgrader och bära gradbeteckningar, utmärkelsetecken, kosackuniformer, nagajkor (piskor), sablar och dolkar samt i vissa sammanhang skjutvapen. De registrerade kosackerna delas in i härar efter tillhörighet:
- Volgahären - Samara
- Sibiriska hären - Omsk
- Bajkalhären - Tjita
- Terekhären - Stavropol
- Ussurihären - Vladivostok
- Donhären - Novotjerkassk
- Jenisijhären - Krasnojarsk
- Orenburghären - Orenburg
- Kubanhären - Krasnodar
- Irkutskhären - Irkutsk
- Centrala hären - Moskva

## Struktur och organisation

### Högsta ledningen
Rysslands president är högste befälhavare. 
Försvarsministern ansvarar för att trupperna är tillgängliga och utrustade under den beredskap som erfordras. Parlamentet (statsduman) utövar lagstiftande makt genom regeringen. Stridskrafterna administreras av försvarsministeriet.
Generalstabschefen är ansvarig för att leda och koordinera militära operationer och strategisk planering. Denne fungerar även som rådgivare till den ryska presidenten (som också är överbefälhavare) och försvarsministern.

Militärdistrikten i Ryssland sedan 2021
Norra militärdistriktet
Östra militärdistriktet
Centrala militärdistriktet
Södra militärdistriktet
Västra militärdistriktet

### Militärområden
Markstridskrafter samt flyg- och rymdstridskrafterna och marinen är fördelade på fem militärområden som också utgör fem gemensamma strategiska kommandon. I vart och ett av de fem militärområdena finns ett strategiskt-operativt kommando vilket samordnar och leder de olika försvarsgrenarnas insatser inom militärområdet:
- Norra militärdistriktet med högkvarter i Murmansk
- Västra militärdistriktet med högkvarter i Sankt Petersburg
- Södra militärdistriktet med högkvarter i Rostov-na-Donu
- Centrala militärdistriktet med högkvarter i Jekaterinburg
- Östra militärdistriktet med högkvarter i Chabarovsk

### Flottor
Den ryska marinen består av fyra flottor och en flottilj:
- Norra flottan (huvudkontor i Severomorsk) bildar ett eget strategiskt kommando.
- Östersjöflottan (huvudkontor i Kaliningrad) är underställd det västra strategiska kommandot.
- Svartahavsflottan (huvudkontor i Sevastopol) är underställd det södra strategiska kommandot.
- Stillahavsflottan (huvudkontor i Vladivostok) är underställd det östra strategiska kommandot.
- Kaspiska flottiljen (huvudkontor i Astrakhan) är underställd det södra strategiska kommandot.

### Organisation
Den ryska militären är ett hybridsystem som kombinerar värnpliktiga med kontrakterade volontärer;med vissa undantag kräver rysk lag ett års militärtjänst för alla manliga medborgare mellan 18 och 27 år. Trots ansträngningar för att professionalisera sina styrkor sedan början av 2000-talet, är man fortfarande starkt beroende av värnpliktiga, där kontrakterade soldater främst är koncentrerade i elitförband.

## Ekonomi
Att uppskatta de ryska militära utgifterna är komplext; den årliga upplagan IISS Military Balance har gång på gång belyst detta problem i sin rapport om Ryssland. IISS Military Balance påpekar att vid en enkel observation verkar den militära budgeten vara lägre än vad som skulle kunna förväntas utifrån storleken på de väpnade styrkorna eller storleken på det militärindustriella komplexet. Enligt vissa uppskattningar ligger de totala ryska försvarsutgifterna nu på andra plats i världen, efter USA. Enligt Alexander Kanshin, ordförande för Rysslands offentliga kammare för frågor rörande veteraner, militär personal och deras familjer, förlorar den ryska militären upp till 150 miljarder kronor årligen på grund av korruption.
Till följd av den ryska invasionen av Ukraina har den ryska regeringen kraftigt ökat de militära utgifterna. Denna ökning var nödvändig för att täcka förluster i kriget och omvandla Ryssland till en krigsekonomi. Den 5 oktober 2023 meddelade Vladimir Putin att Rysslands utgifter för försvar och säkerhet nu uppgår till 6 % av landets BNP. Enligt SIPRI uppgick Rysslands militära uppgifter 2023 1450 miljarder kronor, vilket motsvarar 6,3 % av landets BNP.

## Underrättelsetjänster
De ryska underrättelse- och säkerhetstjänsterna är djupt integrerade i försvarplaneringen och förfogar över ett antal specialförband (spetsnaz): yttre underrättelsetjänsten, federala säkerhetstjänsten och federala skyddstjänsten.

### Underrättelsetjänsten
Ryska federationens underrättelsetjänst är en militär myndighet med ansvar för Rysslands underrättelsetjänst direkt underställd Ryska federationens president. Den har till uppgift att skydda individen, samhället och staten från externa hot.

### Säkerhetstjänsten
Ryska federationens federala säkerhetstjänst är en militär myndighet underställd den Ryska federationens president. 

### Skyddstjänsten
Federala skyddstjänsten (ryska: Федеральная служба охраны, Federal'naya sluzhba ochrany) är en central militär myndighet, som lyder direkt under den Ryska federationens president. Myndigheten har 30 000 anställda. Dess uppgift är att skydda landets högsta politiska ledning samt att bedriva signalspaning.

## Militära grader
Lantmilitära grader används av Ryska armén, Ryska flygvapnet, Ryska luftburna stridskrafterna, Ryska strategiska robotstridskrafterna, Ryska rymdstridskrafterna, Ryska flottan (marinflyget, marininfanteriet, kustartilleriet och basförbanden samt gemensamma personalkårer som mariningenjörskåren, marinläkarkåren m.m.), Inrikesministeriets högsta ledning (även om de inte är militärer), Ryska federationens inrikestrupper (utom marinförbanden), Ryska federationens federala säkerhetstjänst, Ryska federationens gränsbevakning, Federala skyddstjänsten, Ryska federationens underrättelsetjänst, Katastrofministeriets civilförsvarstrupper, militär personal i det statliga brandförsvaret, militäråklagare och militärdomare.
En militärperson som tillhör ett gardesförband använder ordet garde som del av sin grad; gardeskapten, gardessergeant. Medicinalofficerare, veterinärofficerare och justitieofficerare lägger till en beteckning efter sin grad; kapten vid medicinalväsendet, major vid veterinärväsendet, överste vid justitieväsendet.